# Philodendron grenandii
Philodendron grenandii är en kallaväxtart som beskrevs av Thomas Bernard Croat. Philodendron grenandii ingår i släktet Philodendron och familjen kallaväxter. Inga underarter finns listade.